# Madame de Staël
Niektóre z zamieszczonych tu informacji od 2021-03 wymagają weryfikacji.
Dokładniejsze informacje o tym, co należy poprawić, być może znajdują się w dyskusji tego artykułu.
 Po wyeliminowaniu niedoskonałości należy usunąć szablon [[Szablon:Dopracować|]] z tego artykułu.

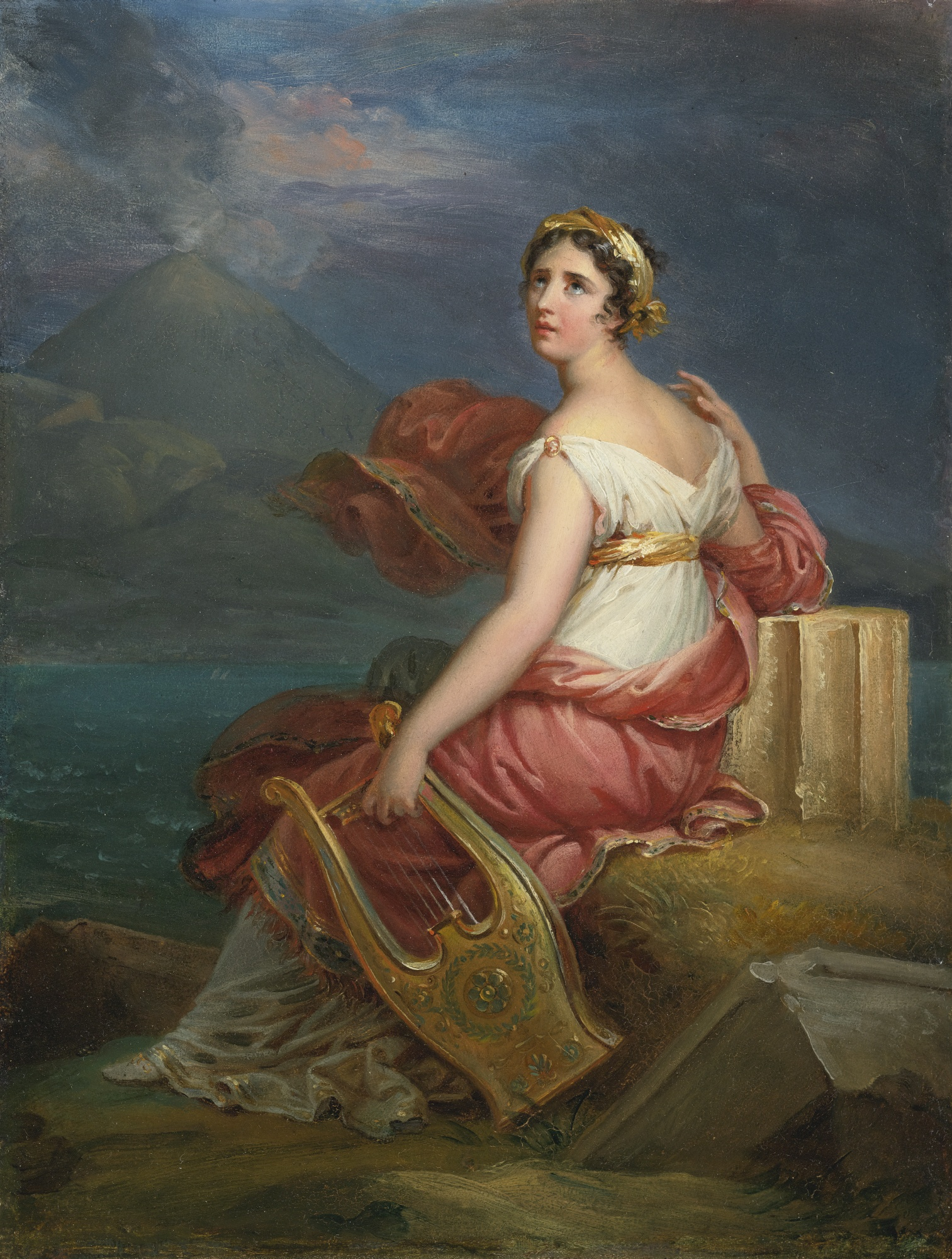
François Gérard – Portret Madame de Staël jako Korynny

Madame de Staël, właśc. Anne-Louise Germaine Necker, baronowa de Staël von Holstein, znana również jako Germaine de Staël (ur. 22 kwietnia 1766 w Paryżu, zm. 14 lipca 1817 tamże) – powieściopisarka, erudytka i publicystka francuska pochodząca z francuskojęzycznej części Szwajcarii. Rozpowszechniła pojęcie romantyzmu. Obecnie uważana za proto-feministkę.

## Pochodzenie
Była córką genewskiego bankiera Jacques’a Neckera (późniejszego ministra finansów króla Francji Ludwika XVI) i pochodzącej z terenów późniejszego kantonu Vaud, Suzanne Curchod. Wychowywana przez matkę, córkę kalwińskiego pastora, odebrała domowe wykształcenie w zakresie sztuki i muzyki. Uczyła się tańca i recytacji, była częstym gościem teatrów. Znała język angielski i łacinę. Wyrastała w środowisku intelektualistów, którzy spotykali się w salonie prowadzonym przez jej matkę (m.in. hrabia de Buffon, Jean-François Marmontel, Friedrich Melchior von Grimm, Edward Gibbon, Guillaume Raynal, Jean-François de La Harpe). W wieku 14 lat brała udział w toczonych tam dysputach. Mimo licznych kandydatów z francuskiej arystokracji, przypadających jej do gustu, rodzice zeswatali ją ze starszym o 17 lat baronem Erykiem Magnusem Staël von Holsteinem, którego poślubiła w 1786 roku. Baron został w efekcie mariażu mianowany ambasadorem szwedzkim we Francji, co oznaczało polityczny awans dla szwedzkiej korony.

## Kariera
Jako baronowa de Staël von Holstein wiodła życie aktywne, urozmaicone i pełne zaskakujących zwrotów. W 1788 roku opublikowała swoje pierwsze filozoficzne rozważania, Lettres sur les ouvrages et le caractère de Jean-Jacques Rousseau. W czasie panującego kryzysu finansowego, gospodarczego i politycznego monarchii, 5 maja 1789 roku Ludwik XVI zwołał Stany Generalne, które zamieniły się w Zgromadzenie Narodowe, a następnie w Konstytuantę. W sierpniu 1789 roku Konstytuanta uchwaliła Deklarację praw człowieka i obywatela, według programu Lafayette’a. Naocznym świadkiem tych zmian była Germaine de Staēl, która stała się zwolenniczką nadchodzącej wielkiej rewolucji.

### Rewolucja
W tym okresie de Staël zaprzyjaźniła się m.in. ze Stanislasem de Clermont-Tonerrem, przewodniczącym Zgromadzenia Narodowego, Mathieu de Montmorency-Laval i z Talleyrandem, który przez kilka lat był jej amantem. W 1790 roku jej ojciec musiał ustąpić ze stanowiska ministra. Sprzeciwiła się republice, uważała, że monarchia francuska powinna się zbliżyć do brytyjskiej monarchii konstytucyjnej. W 1793 roku musiała udać się na kilka miesięcy do Anglii, gdzie gościła u znajomych z Paryża. We wrześniu, po powrocie do francuskiej stolicy, ukazał się jej tekst Réflexions sur le procès de la Reine, w którym broniła królową Marie-Antoinette oraz opisywała sytuację społeczną innych kobiet.

### Okres Dyrektoriatu
W 1794 roku umarła matka Germaine de Staël, a Anne-Louise wróciła do rodzinnych stron w Coppet. Szczególnie burzliwe stosunki łączyły ją z poznanym w tym samym roku pisarzem i francusko-szwajcarskim politykiem, Benjaminem Constantem. Po powrocie do Paryża w 1795 roku założyła własny salon w Hotelu de Suède na Rue du Bac, gdzie przyjmowała ludzi o współczesnych, odpowiadających jej, zapatrywaniach oraz tych, którzy byli zwolennikami amerykańskiej wojny o niepodległość, m.in. Marię Joseph de La Fayette’a, Louisa Marc Antoine de Noailles’a, Nicolasa de Condorcet’a, Francois de Pange’a, i trzech innych, których darzyła sympatią w tym okresie: Louis Marie de Narbonne-Larego, jej pierwszą wielką miłość, Mathieu de Montmorency-Lavala, przyjaciela na całe życie, i Talleyranda, którego udało jej się namówić na powrót do Francji z emigracji w Stanach Zjednoczonych.

### Zamach Napoleona
W 1799 roku po zamachu Napoleona Bonaparte 18-go Brumaire i uchwaleniu Konstytucji Roku VIII, de Staël pozbawiona wszelkich złudzeń co do osobowości i poczynań wodza, stanęła w opozycji do nowego ustroju i dyktatury. Zamiast uciszyć się jak wielu intelektualistów tamtej epoki, zajmowała się dalej publicystyką społeczno-polityczną, eseistyką, krytyką literacką i pisała powieści o charakterze politycznym. Swą reputację literacko-filozoficzną ugruntowała zwłaszcza trzema pozycjami: Lettres sur les ouvrages et le caractère de Jean-Jacques Rousseau (1788), De l’influence des passions sur le bonheur des individus et des nations (1796), De la littérature considérée dans ses rapports avec les institutions sociales (1800). Podróżowała i była baczną obserwatorką życia politycznego. Spopularyzowała we Francji pojęcie „romantyzm” i szereg dzieł romantycznych autorów niemieckojęzycznych, dotychczas słabo znanych w tym kraju. Pisma jej i wypowiedzi polityczne jednak doprowadziły do wygnania z ojczyzny.

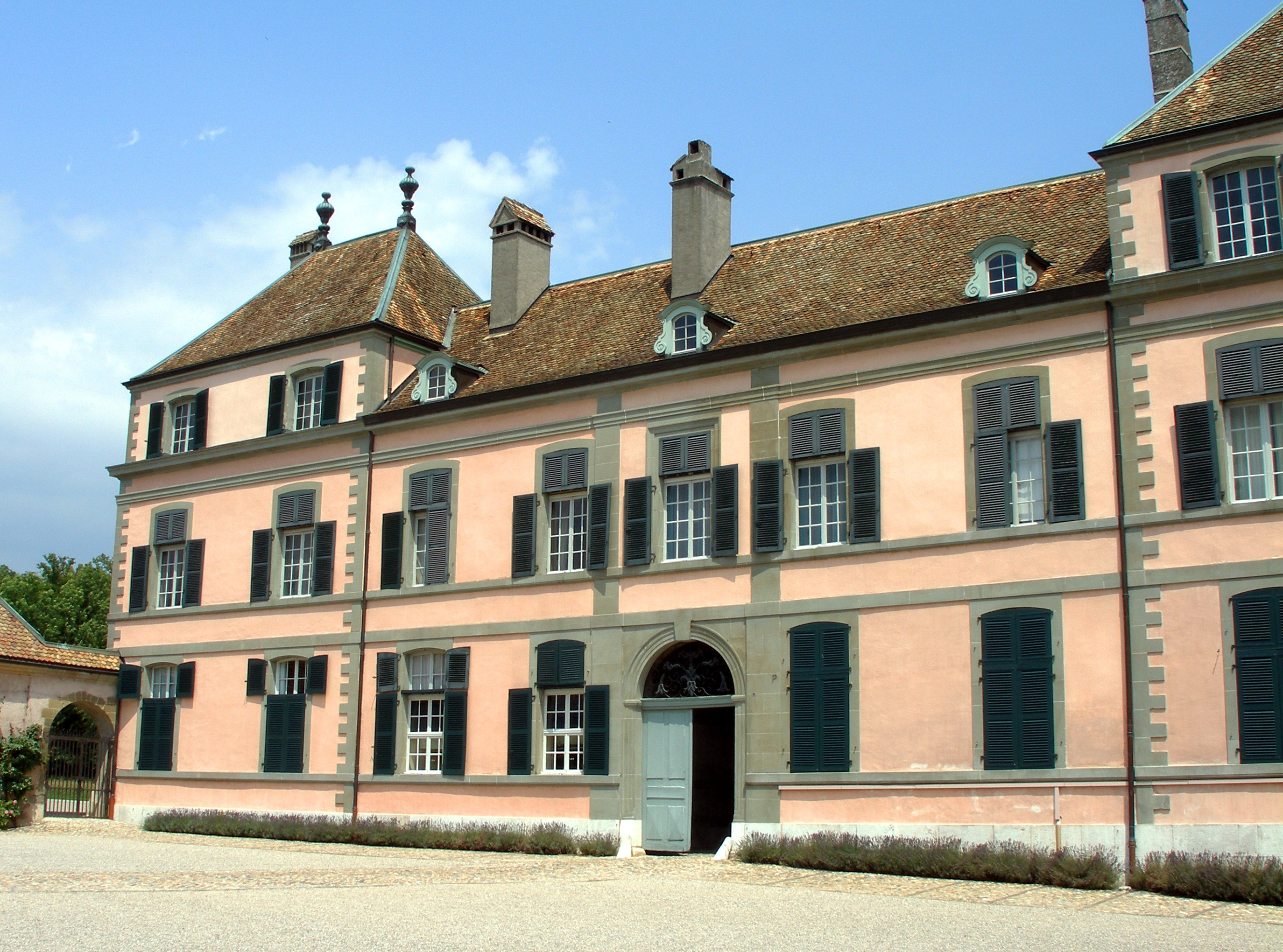
Fasada pałacu Coppet

### Banicja
Wydalona z Francji w 1803 roku przez Napoleona Bonaparte, który uważał ją za niebezpieczną intrygantkę i wydał jej zakaz zbliżania się do granic Paryża na mniej niż 40 mil. Osiadła w Szwajcarii, w rodzinnym pałacyku ojca w Coppet nad Jeziorem Genewskim. Tam skupiła wokół siebie krąg międzynarodowy intelektualistów, określany obecnie mianem Grupy z Coppet, któremu przewodziła przez 15 lat. Grupa ta była jednym z najważniejszych ośrodków wymiany myśli i tworzenia idei w ówczesnej Europie. Wśród czołowych postaci w jej kole zalicza się: Prospera de Barante, Józefa Bonaparte, Charles Victor de Bonstettena, Lorda Byrona, Chateaubriand’a, Wilhelma von Humboldta, Mathieu de Montmorency-Laval’a, Louis Marie de Narbonne-Lara, Juliette Récamier (bliska przyjaciółka), Albertine Necker de Saussure (bliska przyjaciółka oraz żona kuzyna Germaine de Staël, której biografię napisała), Augusta Wilhelma Schlegela, Jean de Sismondiego oraz Élisabeth Vigée-Lebrun.
W tym czasie opublikowała kolejne utwory: Delphine (1802), Corinne ou l’Italie (1807; w polskim przekładzie Łucji Rautenstrauchowej Korynna, czyli Włochy, 1853) oraz De l’Allemagne (1810/1813).
Owdowiała w 1802 roku, a w 1816 wyszła ponownie za mąż, za młodszego od siebie o 25 lat genewczyka, oficera armii francuskiej, Alberta de Rocca.

### Ucieczka z Coppet do Anglii
Zdecydowana przeciwniczka Napoleona, w maju 1812 roku, zaledwie miesiąc po porodzie (dziecko ulokowała u pastora i jego żony), opuściła Coppet bez odpowiedniej przepustki i okrężną drogą, przez Wiedeń, Polskę (zatrzymała się w Łańcucie za panowania Izabeli Lubomirskiej) gdzie na każdym kroku pilnowała ją policja i agenci Austrii, Rosji i Szwecji dotarła do Anglii, cały czas prowadząc ożywioną korespondencję i spotykając się z czołowymi postaciami życia kulturalnego i politycznego (m.in. z Puszkinem w Petersburgu). W Rosji zgromadziła notatki do publikacji De la Russie et des royaumes du Nord, która ukazała się drukiem dopiero po jej śmierci. W Anglii wydała Sapho oraz Réflexions sur le suicide (1813).

### Powrót do Paryża i śmierć
Do Francji wróciła wiosną 1814 roku i pod opiekuńczymi skrzydłami Restauracji otworzyła ponownie swój salon towarzyski w Paryżu. Zmarła wkrótce po ataku paraliżu, jaki dosięgnął ją na balu u diuka de Decazes. Pozostawiła nieukończone Considérations sur les principaux événements de la Révolution française, opublikowane pośmiertnie w 1818 roku. Pochowana jest z rodzicami na cmentarzu w pobliżu pałacu Coppet. Mąż jej, Albert de Rocca, umarł sześć miesięcy po niej. Ich osierocone dziecko, Louis Alphonse Rocca, zostało wychowane w rodzinie starszej siostry, Albertiny i jej męża ks. Victor de Broglie.

## W polskiej literaturze
Wzmianka o Madame de Staël, jako o „uczonej i myślącej kobiecie” figuruje już w 1801 roku w Mowie Franciszka Dmochowskiego w wydaniu Dzieł Ignacego Krasickiego, wydanych w Paryżu w 1830 roku.

## Potomstwo

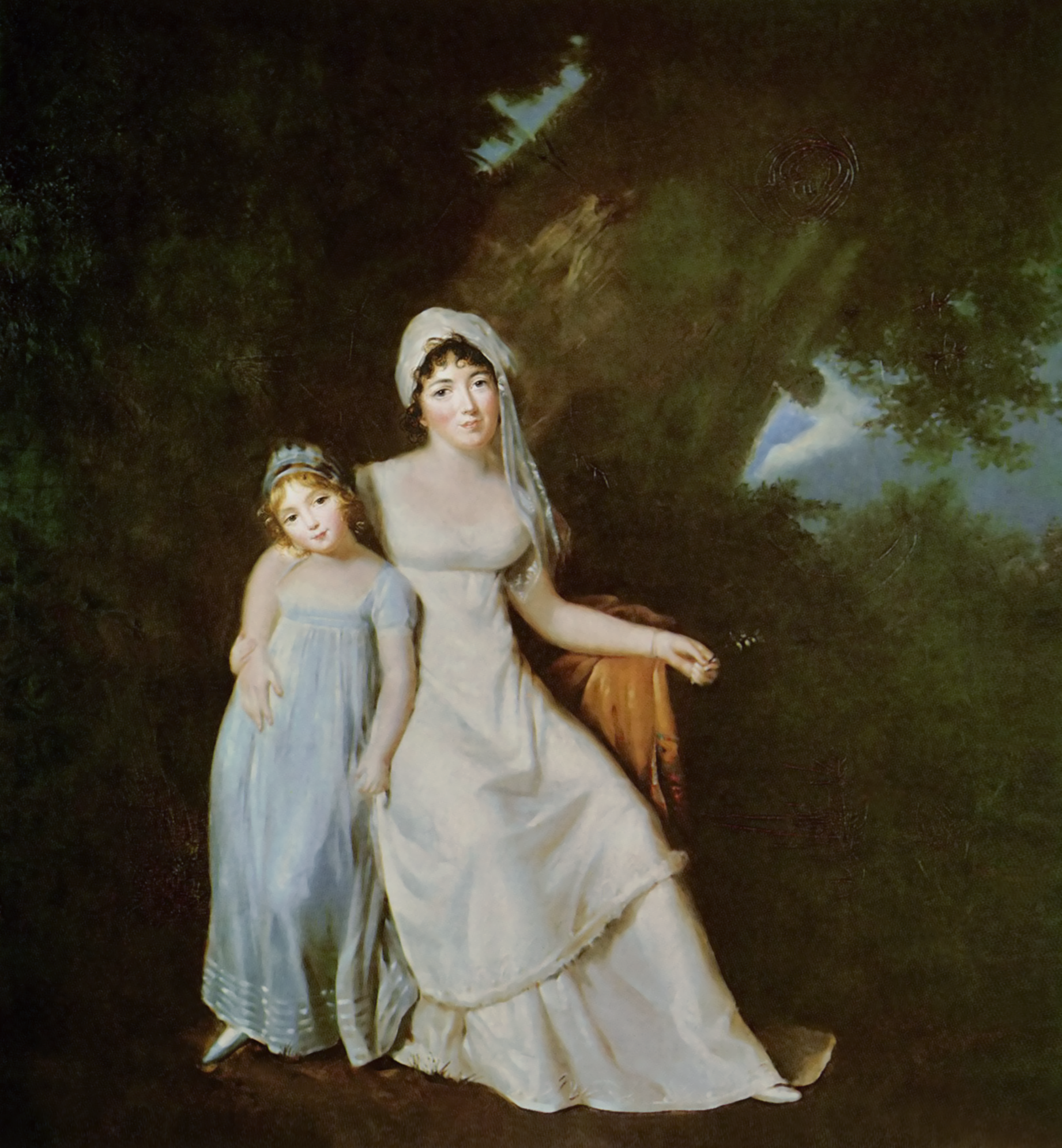
Germaine de Staël z córką Albertine w 1805, Marguerite Gérard

W trakcie trwania małżeństwa z Erykiem Magnusem Staëlem von Holsteinem urodziła pięcioro dzieci:
- Gustava Sofia Magdalena de Staël (1787-1789), której chrzestnym ojcem był Gustaw III król Szwecji;
- Gustava Hedvig de Staël (1788-1789);
- Ludwig August de Staël (1790-1827);
- Albert de Staël (1792-1813)[11]
- Albertine de Staël (1797-1838), w 1816 r. poślubiła Victora de Broglie, z którym miała mnóstwo potomstwa[12].

Z drugiego związku z Albertem de Rocca w czterdziestym szóstym roku życia urodziła syna Louisa-Alphonse Rocca (1812-1842).

## Twórczość
- Journal de Jeunesse, 1785.
- Sophie ou les sentiments secrets, pièce en trois actes et en vers, 1786, publiée en 1790.
- Jane Gray (tragédie en cinq actes et en vers), 1787 (publié en 1790).
- Lettres sur les ouvrages et le caractère de J.-J. Rousseau, 1788, rééd. & augmentée en 1789.
- Éloge de M. de Guibert.
- À quels signes peut-on reconnaître quelle est l’opinion de la majorité de la nation?
- Réflexions sur le procès de la Reine, 1793.
- Zulma: fragment d’un ouvrage, 1794.
- Réflexions sur la paix adressées à M. Pitt et aux Français, 1795.
- Réflexions sur la paix intérieure.
- Recueil de morceaux détachés (comprenant: Épître au malheur ou Adèle et Édouard, Essai sur les fictions et trois nouvelles: Mirza ou lettre d’un voyageur, Adélaïde et Théodore et Histoire de Pauline), 1795.
- De l’influence des passions sur le bonheur des individus et des nations, 1796.
- Des circonstances actuelles qui peuvent terminer la Révolution et des principes qui doivent fonder la République en France.
- De la littérature considérée dans ses rapports avec les institutions sociales, 1800.
- Delphine, 1802.
- Épîtres sur Naples.
- Corinne ou l’Italie, 1807.
- Agar dans le désert.
- Geneviève de Brabant.
- La Sunamite.
- Le Capitaine Kernadec ou sept années en un jour (comédie en deux actes et en prose).
- La Signora Fantastici.
- Le Mannequin, comédie.
- Sapho, 1811.
- De l’Allemagne, publié à Londres en 1813 et à Paris en 1814, André Lagarde, Laurent Michard (Les Grands auteurs du programme français – Anthologie et histoire littéraire), Paris, Bordas, 1985.Commentaire biblio L’ouvrage était déjà prêt en 1810, mais les épreuves en ont été détruites sur ordre de Napoléon.
- Réflexions sur le suicide, 1813.
- De l’esprit des traductions.
- Considérations sur les principaux événements de la Révolution française, depuis son origine jusques et compris le date 8 juillet 1815, 1818 (pośmiertnie).
- Œuvres complètes de Mme la Baronne de Staël, publiées par son fils, précédées d’une notice sur le caractère et les écrits de Mme de Staël, par Mme Necker de Saussure, 1820-1821.
- Dix années d’exil, 1821 (pośmiertnie).

Listy Madame de Staël:
- Correspondance générale. Texte établi et présenté par Béatrice W. Jasinski et Othenin d’Haussonville. Wyd. Slatkine (Réimpression), 2008-2009.
- Tome I. 1777-1791. ISBN 978-2-05-102081-7.
- Tome II. 1792-1794. ISBN 978-2-05-102082-4.
- Tome III. 1794-1796. ISBN 978-2-05-102083-1.
- Tome IV. 1796-1803. ISBN 978-2-05-102084-8.
- Tome V. 1803-1805. ISBN 978-2-05-102085-5.
- Tome VI. 1805-1809. ISBN 978-2-05-102086-2.
- Tome VII. daty 15 maja 1809 – 23 maja 1812. ISBN 978-2-05-102087-9.

Listy do Madame de Staël:
- Madame de Staël ou l’intelligence politique. Sa pensée, ses amis, ses amants, ses ennemis…, textes de présentation et de liaison de Michel Aubouin, Omnibus, 2017, 576 stron ISBN 978-2-258-14267-1 (commentaire biblio. Lettres de Mme de Staël, extraits de ses textes politiques et de ses romans, textes et extraits de lettres de Chateaubriand, Talleyrand, Napoléon, Benjamin Constant...) (Listy od Chateaubrianda, Talleyranda, Napoleona, Benjamina Constanta i in.)